# Liste nationaler Kulturinstitute
Kulturinstitute sind staatliche oder unter deren Einfluss stehende Einrichtungen fremder Staaten auf dem Hohheitsgebiet eines anderen Staates. Kulturinstitute sind staatliche Mittlerorganisationen. Kulturinstitute sind Teil der auswärtigen Kulturpolitik. Sie stellen neben klassischer Diplomatie und Außenhandelspolitik eine dritte Säule der Außenpolitik dar. Manche Staaten haben ergänzend zu Kulturinstituten einen Auslandsrundfunk, akademische Austauschdienste und ein Auslandsschulwesen, das ausgestaltet als Begegnungsschule auch Kinder und Jugendliche fremder Staaten als Zielgruppe hat. Zudem werden Kulturinstitute gelegentlich um zwischenstaatliche Freundschaftsgesellschaften ergänzt. Auch diplomatische Vertretungen geben unter Umständen kulturelle Veranstaltungen.

## Aufgaben
Ziel der Kulturinstitute sind in ersten Linie die Unterrichtung und Verbreitung von Sprache und die Kultur des jeweiligen Landes im Ausland bekanntzumachen und ihre Wahrnehmbarkeit zu stärken. Sie können auch damit beauftrag sein, im Ausland Sprachdiplome abzunehmen, die zur Erlangung bestimmter Visa oder einer Hochschulzugangsberechtigung erforderich ist.

## Organisation
Kulturinstitute sind entweder staatliche Einrichtungen oder Einrichtungen privaten Rechts, die staatliches Interesse wahrnehmen und durch Staaten bezahlt werden. Sie werden in der Regel durch zwischenstaatliche Kulturabkommen begründet. Das unterscheidet sie von Bildungsträgern des Inlandes, wie Universitäten, Volkshochschulen, Sekundarschulen oder sonstigen Trägern der Erwachsenenbildung, die ebenfalls Sprachkurse, Landeskunde und sonstige Kenntnisse über die Kultur verschiedener Länder vermitteln können.

## Kritik
An Kulturinstituten wird vielfach Kritik geübt. Manche Kulturinstitute werden teilweise als Instrumente staatlicher Einflussnahme wahrgenommen. So können in den Beiträten und Gremien staatliche oder parteinahe Akteure vertreten sein. Ein Vorwurf lautet: Sie vermitteln nicht nur Kultur und Sprache, sondern auch politische Narrative, die der Regierung des Herkunftslandes dienen. Viele Institute bieten wenig Transparenz über ihre Finanzquellen und Ziele. An manchen Instituten wird bemängelt, dass Themen oder Lehrinhalte, die politisch heikel sind, ausgeblendet werden. Die Gefahr entsteht, dass nur positive oder staatlich genehmigte Aspekte der Kultur gezeigt werden, während kritische oder kontroverse Themen ausgeblendet werden.

## Liste
Dies ist eine Liste nationaler Kulturinstitute (engl. International cultural promotion organizations; frz. Organisations de promotion des langues et cultures usw.). Die Liste enthält auch einige Kulturinstitute einzelner Regionen.
Die Kulturinstitute in der Europäischen Union haben sich in der Vereinigung Nationale Kulturinstitute in der Europäischen Union (EUNIC) zusammengeschlossen.

### Übersicht
- Andorra, Katalonien, Balearen: Institut Ramon Llull
- Belgien: Vlaams-Nederlands Huis deBuren[2], Wallonie-Bruxelles International
- Brasilien: Instituto Guimarães Rosa (vormals Centro Cultural Brasil, Brasilianisches Kulturzentrum)
- China: Konfuzius-Institut (孔子学院)
- Dänemark: Det Danske Kulturinstitut
- Deutschland: Goethe-Institut, Institut für Auslandsbeziehungen (ifa)
- Estland: Eesti Instituut
- Europäische Union: EUNIC (European Union National Institutes for Culture)
- Finnland: Kultur- und Wissenschaftsinstitute Finnlands (Finnland-Institut)
- Frankreich: Alliance française, Institut français
- Griechenland: Zentrum für griechische Sprache Κέντρον Ελληνικής Γλώσσας; Griechische Kulturstiftung Ελληνικό Ίδρυμα Πολιτισμού
- Indien: Indian Council for Cultural Relations
- Irland: Irisches Kulturinstitut
- Island: Icelandic Institute of Natural History
- Italien: Società Dante Alighieri; Istituto Italiano di Cultura
- Japan: Japan Foundation (国際交流基金)
- Kambodscha: Khmer Cultural Development Institute
- Kolumbien: Instituto Caro y Cuervo
- Lettland: Lettisches Institut
- Litauen: Lietuvos institutas (Institut Litauens)
- Luxemburg: Centre Culturel de Recontre Abbaye de Neumünster, Arts Council Luxembourg[3]
- Mongolei: Mongolian Cultural Center
- Niederlande: DutchCulture[4], Vlaams-Nederlands Huis deBuren[5]
- Norwegen: Norsk institutt for kulturminneforskning
- Österreich: Österreichisches Kulturforum – Österreich Institut
- Polen: Adam-Mickiewicz-Institut
- Portugal: Instituto Camões
- Rumänien: Rumänisches Kulturinstitut
- Russland: Stiftung Russki Mir
- Schweden: Svenska institutet
- Schweiz: Pro Helvetia
- Slowakei: Slowakisches Institut
- Spanien: Instituto Cervantes
- Südkorea: Koreanisches Kulturzentrum (한국문화원), King Sejong Institute
- Thailand: Thailand Cultural Centre
- Tschechien: Tschechisches Zentrum
- Türkei: Yunus-Emre-Institut
- Ungarn: Ungarisches Kulturinstitut (Magyar Kulturális Intézet), Balassi-Institut, siehe auch: Collegium Hungaricum Bécs, Wien
- Vereinigtes Königreich: British Council